# ليه داف
ليه داف هو لاعب هوكي الجليد كندي، ولد في 12 ديسمبر 1934 في كيركلاند ليك في كندا.

## وصلات خارجية
- ليه داف على موقع EliteProspects.com (الإنجليزية)
- ليه داف على موقع HockeyDB.com (الإنجليزية)